# Mycomya incisurata
Mycomya incisurata är en tvåvingeart som först beskrevs av Zetterstedt 1838.  Mycomya incisurata ingår i släktet Mycomya och familjen svampmyggor. Inga underarter finns listade i Catalogue of Life.